# حارة غيلان (صنعاء)
غيلان هي إحدى حارات حي القابل بمدينة الروضة شمال العاصمة اليمنية "صنعاء"، بلغ تعداد سكانها 966 نسمة حسب تعداد اليمن لعام 2004.